# Plano y línea de referencia en el buque
Sobre los buques podemos situar tres planos de referencia y una serie de líneas, unas que actúan como ejes para situar con respecto a ellas cualquier punto del buque, y otras con funciones auxiliares.

## Plano Transversal

Plano de líneas trasversales.

- También conocido como plano YZ. Es aquel plano vertical perpendicular a los planos diametrales y de base. Se traza por la perpendicular media o por la perpendicular de popa. Divide longitudinalmente al barco en dos mitades iguales.

- Al plano transversal se le denomina cuaderna maestra, y su intersección con el plano diametral (coincidente por tanto con la perpendicular media) se denomina, por extensión, cuaderna maestra "ø".

- Sobre el plano transversal podemos distinguir la línea de referencia siguiente:
  - Línea central (LC), que es la línea resultante de la intersección del plano diametral con el plano transversal. Actúa como eje de simetría del barco, sobre el que se miden las coordenadas transversales de las bandas de Estribor y de Babor. Otra denominación que recibe es línea de crujía.

## Plano horizontal o plano de base
- También conocido como plano XY. Es aquel plano horizontal que corre por la parte inferior de la quilla, por tanto, paralelo a la línea de superficie del mar. En el supuesto de que la quilla del buque se haya construido con pendiente, se tomará usualmente el punto más bajo de la quilla para trazar el plano de base. Dicho plano horizontal contiene a la línea base.